# Villieu-Loyes-Mollon
Villieu-Loyes-Mollon je francouzská obec, v regionu Auvergne-Rhône-Alpes, v departementu Ain, nedaleko Lyonu.

## Historie
Villieu-Loyes-Mollon vzniklo spojením tří historických obcí, z nichž pouze Villieu a Loyes mají společnou historii. Před Francouzskou revolucí byly Villieu a Loyes jedna obec. Opevněné město Loyes a později hlavní město Mandera, bylo centrum tehdejšího života.
V rámci zákona "Land" 16. července 1971, a na doporučení prefekta, 01.2.1973 se tři městské rady dohodly na vytvoření sdružení schválené shromážděním ze dne 28. prosince 1973. Po dvaceti letech se podařilo na základě různých dohod a porad zorganizovat a sladit fungování tohoto spojení obcí. Oficiálně jsou obce sloučeny v jednu od roku 1994.

## Partnerské obce
Partnerskými městy Villieu-Loyes-Mollon jsou (v závorce je uvedeno datum podepsání partnerské dohody):
- Dobřichovice, Středočeský kraj, Česko, (2002)